# Bellefond (Côte-d'Or)
Pour les articles homonymes, voir Bellefond.
Bellefond est une commune française située dans le département de la Côte-d'Or, en région Bourgogne-Franche-Comté.

## Géographie
La commune est située quelques kilomètres au nord de Dijon. Elle fait partie de la Communauté de communes du Val de Norge.

### Climat
Pour des articles plus généraux, voir Climat de la Bourgogne-Franche-Comté et Climat de la Côte-d'Or.
En 2010, le climat de la commune est de type climat océanique dégradé des plaines du Centre et du Nord, selon une étude du Centre national de la recherche scientifique s'appuyant sur une série de données couvrant la période 1971-2000. En 2020, Météo-France publie une typologie des climats de la France métropolitaine dans laquelle la commune est exposée à un climat océanique altéré et est dans la région climatique  Bourgogne, vallée de la Saône, caractérisée par un bon ensoleillement (1 900 h/an), un été chaud (18,5 °C), un air sec au printemps et en été et des vents faibles. 
Pour la période 1971-2000, la température annuelle moyenne est de 10,3 °C, avec une amplitude thermique annuelle de 17,4 °C. Le cumul annuel moyen de précipitations est de 821 mm, avec 11,9 jours de précipitations en janvier et 7,7 jours en juillet. Pour la période 1991-2020, la température moyenne annuelle observée sur la station météorologique de Météo-France la plus proche, « Dijon Toison », sur la commune de Dijon à 7 km à vol d'oiseau, est de 11,5 °C et le cumul annuel moyen de précipitations est de 771,8 mm,. Pour l'avenir, les paramètres climatiques de la commune estimés pour 2050 selon différents scénarios d'émission de gaz à effet de serre sont consultables sur un site dédié publié par Météo-France en novembre 2022.

## Urbanisme

### Typologie
Au 1er janvier 2024, Bellefond est catégorisée bourg rural, selon la nouvelle grille communale de densité à 7 niveaux définie par l'Insee en 2022.
Elle est située hors unité urbaine. Par ailleurs la commune fait partie de l'aire d'attraction de Dijon, dont elle est une commune de la couronne,. Cette aire, qui regroupe 333 communes, est catégorisée dans les aires de 200 000 à moins de 700 000 habitants,.

### Occupation des sols
L'occupation des sols de la commune, telle qu'elle ressort de la base de données européenne d’occupation biophysique des sols Corine Land Cover (CLC), est marquée par l'importance des territoires agricoles (81,8 % en 2018), en diminution par rapport à 1990 (89,2 %). La répartition détaillée en 2018 est la suivante : terres arables (81,3 %), zones urbanisées (18,2 %), zones agricoles hétérogènes (0,6 %). L'évolution de l’occupation des sols de la commune et de ses infrastructures peut être observée sur les différentes représentations cartographiques du territoire : la carte de Cassini (XVIIIe siècle), la carte d'état-major (1820-1866) et les cartes ou photos aériennes de l'IGN pour la période actuelle (1950 à aujourd'hui).

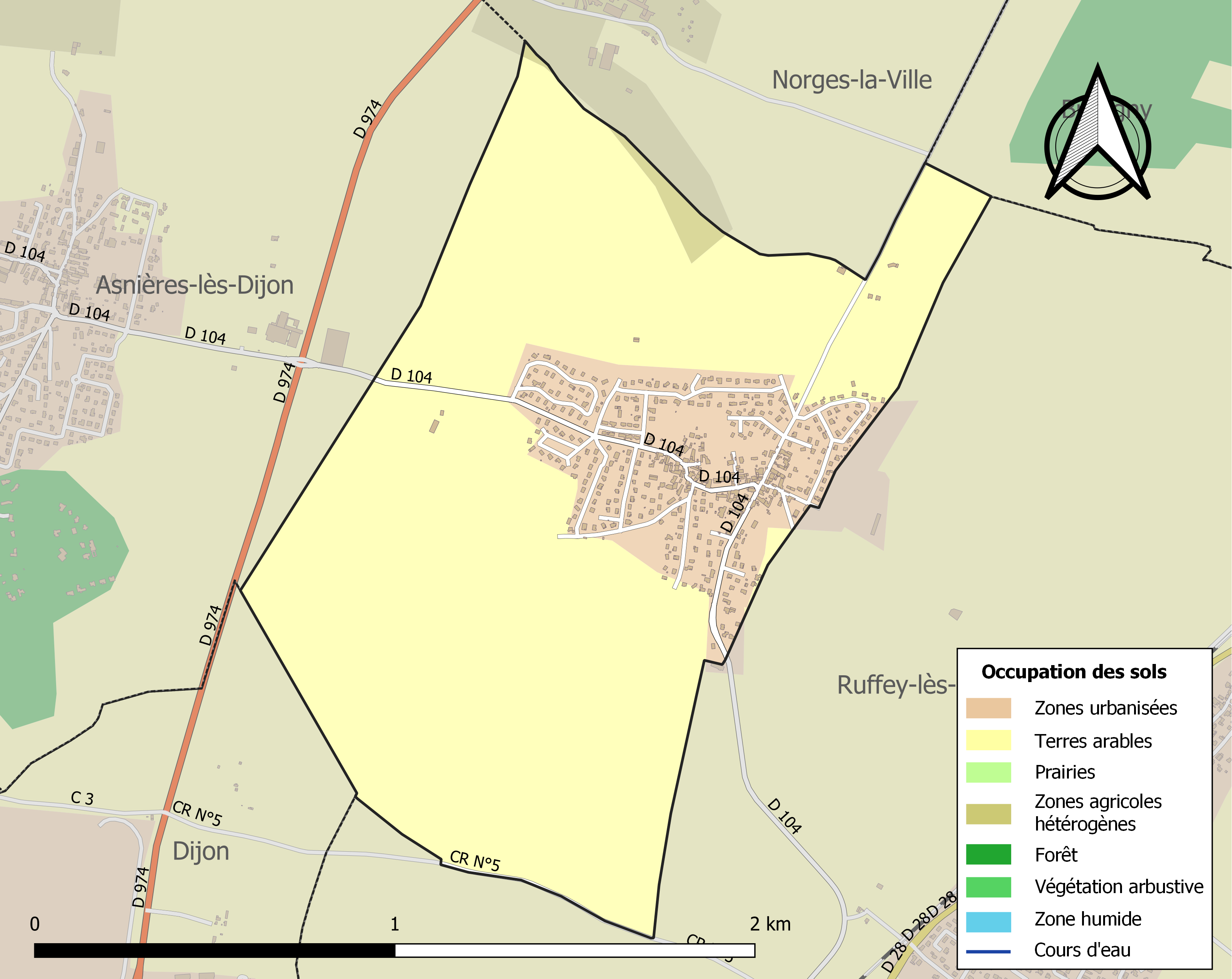
Carte des infrastructures et de l'occupation des sols de la commune en 2018 (CLC).

## Toponymie
Attestée sous la forme Bellafons au XIIe siècle, « belle source ».

## Histoire
Au milieu de Bellefond passe l'ancienne voie romaine d'Agrippa qui allait de Lugdunum (Lyon) à Andemantunum (Langres) en passant par Divio (Dijon).
En 1771, le curé du village y trouva plusieurs pièces et médailles frappées à l'effigie des empereurs Claude, Vespasien, Domitien, etc., ainsi que deux monuments défigurés en pierre, fort dégradés. Cela permet de supposer à Bellefond une grande ancienneté. Néanmoins, la première mention de Bellefond (belli fons en latin) n’apparaît pas avant le XIe siècle, lorsque le village est offert aux chanoines de Saint Bénigne de Dijon, comme cela se faisait couramment à l'époque. Bellefond en sera la propriété jusqu'à la Révolution.
En 1375, le village comptait 20 feux (un feu correspondant à une famille), 25 feux en 1469, 30 feux en 1776, 230 âmes en 1897 et environ 860 aujourd'hui.
En 1477, lorsque le duché de Bourgogne tomba aux mains du royaume de France, Bellefond fut pillé par les troupes du roi de France Louis XI, qui tuèrent plusieurs habitants et enlevèrent tout le bétail.
En 1533, les pauvres manants de Bellefond reçurent le droit de bâtir une chapelle, car les habitants n'avaient pas de lieu de culte et devaient se rendre au village voisin d'Echirey. L'église sera achevée en 1541.

## Politique et administration

### Liste des maires
| Période                                  | Période  | Identité         | Étiquette      | Qualité                          |
| ---------------------------------------- | -------- | ---------------- | -------------- | -------------------------------- |
| 1970                                     |          | Charles Munoz    |                |                                  |
| 1977                                     | 1995     | Alain Pasquier   |                | Agriculteur                      |
| mars 1995                                | en cours | Philippe Meunier | Sans étiquette | Professeur d'université retraité |
| Les données manquantes sont à compléter. |          |                  |                |                                  |

### Jumelages
Bellefond est jumelée avec le village italien de Mezzomerico.

## Démographie
L'évolution du nombre d'habitants est connue à travers les recensements de la population effectués dans la commune depuis 1793. Pour les communes de moins de 10 000 habitants, une enquête de recensement portant sur toute la population est réalisée tous les cinq ans, les populations de référence des années intermédiaires étant quant à elles estimées par interpolation ou extrapolation. Pour la commune, le premier recensement exhaustif entrant dans le cadre du nouveau dispositif a été réalisé en 2005.

En 2022, la commune comptait 918 habitants, en évolution de +6,62 % par rapport à 2016 (Côte-d'Or : +0,82 %, France hors Mayotte : +2,11 %).
| 1793 | 1800 | 1806 | 1821 | 1831 | 1836 | 1841 | 1846 | 1851 |
| ---- | ---- | ---- | ---- | ---- | ---- | ---- | ---- | ---- |
| 210  | 256  | 250  | 207  | 238  | 250  | 236  | 230  | 217  |

| 1856 | 1861 | 1866 | 1872 | 1876 | 1881 | 1886 | 1891 | 1896 |
| ---- | ---- | ---- | ---- | ---- | ---- | ---- | ---- | ---- |
| 219  | 220  | 232  | 213  | 309  | 278  | 249  | 261  | 238  |

| 1901 | 1906 | 1911 | 1921 | 1926 | 1931 | 1936 | 1946 | 1954 |
| ---- | ---- | ---- | ---- | ---- | ---- | ---- | ---- | ---- |
| 225  | 228  | 218  | 182  | 201  | 211  | 193  | 218  | 221  |

| 1962 | 1968 | 1975 | 1982 | 1990 | 1999 | 2005 | 2006 | 2010 |
| ---- | ---- | ---- | ---- | ---- | ---- | ---- | ---- | ---- |
| 217  | 209  | 274  | 481  | 677  | 724  | 821  | 813  | 774  |

| 2015 | 2020 | 2022 | - | - | - | - | - | - |
| ---- | ---- | ---- | - | - | - | - | - | - |
| 847  | 895  | 918  | - | - | - | - | - | - |

## Culture locale et patrimoine

### Lieux et monuments
- Église Saint-Sébastien, consacrée en 1541. On y a récemment[Quand ?] découvert de magnifiques fresques lors de restaurations. Sur l'autel se trouve toujours un très beau retable en bois du XVIe siècle représentant la Nativité et la Résurrection.

### Personnalités liées à la commune
Pamela habite dans cette commune, connue pour son miaulement et sa tête de bébé elle fait fondre le cœur de tous   

### Héraldique
| Blason | Blasonnement : De gueules à la devise ondée d'argent et à une vergette d'or brochant, chargée d'une flèche de sable la pointe en haut, le tout cantonné de quatre tourelles aussi d'argent ouvertes et ajourées du champ, couvertes et girouettées d'or. |